# Llista d'estats sobirans i territoris dependents d'Europa

Ubicació d'Europa al món.

La llista següent inclou cinquanta-sis estats sobirans, sis dels quals tenen un reconeixement internacional limitat, que estan situats a Europa i/o formen part d'organitzacions europees.

## Estats sobirans
Un estat sobirà és una entitat política amb una sobirania efectiva sobre una població per a la qual pren decisions. Segons la Convenció de Montevideo, un estat ha de tenir una població permanent, un territori definit, un govern i la capacitat d'establir relacions amb altres estats.

### Estats reconeguts
Hi ha 50 estats sobirans reconeguts internacionalment amb territori a Europa, 44 dels quals tenen la seva capital a Europa. Tots excepte la Ciutat del Vaticà són membres de les Nacions Unides (ONU), i tots a excepció de Belarús, el Kazakhstan i la Ciutat del Vaticà són membres del Consell d'Europa. Des del 2013, 27 d'aquests països també són membres de la Unió Europea.
Cada apartat de la següent llista incorpora un mapa amb la seva localització dins d'Europa. El territori europeu es mostra en verd fosc; aquell territori situat geogràficament fora d'Europa es mostra en verd clar. El verd més clar representa els estats de la UE.
| * | = Membre de la UE |

| Bandera | Mapa                                     | Noms comuns i formals en català                                 | Noms comuns i formals en l'idioma local | Capital                                                                                                 | Població [a] | Àrea [a]                         |
| ------- | ---------------------------------------- | --------------------------------------------------------------- | --- | --- | ------------ | -------------------------------- |
|         | Map showing Albania in Europe            | Albània República d'Albània                                     | albanès: Shqipëri / Shqipëria - Republika e Shqipërisë | Tirana albanès: Tiranë                                                                                  | 3.002.859    | 28,748 km2 (11,100 sq mi)        |
|         | Map showing Andorra in Europe            | Andorra Principat d'Andorra                                     | català: Andorra - Principat d'Andorra | Andorra la Vella                                                                                        | 85.082       | 468 km2 (181 sq mi)              |
|         | Map showing Armenia in Europe            | Armènia[b] República d'Armènia                                  | armeni: Հայաստան - Հայաստանի Հանրապետություն (Hayastan - Hayastani Hanrapetut'yun)                                                                                             | Erevan armeni: Երևան (Yerevan)                                                                          | 2.970.495    | 29,743 km2 (11,484 sq mi)        |
|         | Map showing Austria in Europe            | Àustria* República d'Àustria                                    | alemany: Österreich - Republik Österreich | Viena alemany: Wien                                                                                     | 8.219.743    | 83,871 km2 (32,383 sq mi)        |
|         | Map showing Azerbaijan in Europe         | Azerbaidjan[b] República de l'Azerbaidjan                       | àzeri: Azǝrbaycan - Azǝrbaycan Respublikası | Bakú àzeri: Bakı                                                                                        | 9.493.600    | 86,600 km2 (33,436 sq mi)        |
|         | Map showing Belarus in Europe            | Belarús República de Belarús                                    | belarús: Беларусь - Рэспубліка Беларусь rus: Беларусь - Республика Беларусь (Bielarus' - Respublika Belaruś)                                                                   | Minsk belarús: Мінск (Minsk)                                                                            | 9.643.566    | 207,600 km2 (80,155 sq mi)       |
|         |                                          | Bèlgica* Regne de Bèlgica                                       | alemany: Belgien - Königreich Belgien francès: Belgique - Royaume de Belgique neerlandès: België - Koninkrijk België                                                           | Brussel·les alemany: Brüssel francès: Bruxelles neerlandès: Brussel                                     | 11.154.709   | 30,528 km2 (11,787 sq mi)        |
|         |                                          | Bòsnia i Hercegovina                                            | bosnià, croat, serbi llatí: Bosna i Hercegovina bosnià, serbi ciríl·lic: Босна и Херцеговина                                                                                   | Sarajevo bosnià, croat, serbi llatí: Sarajevo bosnià, serbi ciríl·lic: Сарајево                         | 3.879.296    | 51,197 km2 (19,767 sq mi)        |
|         |                                          | Bulgària* República de Bulgària                                 | búlgar: България - Република България (Bǎlgarija - Republika Bǎlgarija) | Sofia búlgar: София (Sofia)                                                                             | 7.037.935    | 110,879 km2 (42,811 sq mi)       |
|         |                                          | Croàcia* República de Croàcia                                   | croat: Hrvatska - Republika Hrvatska | Zagreb croat: Zagreb                                                                                    | 4.480.043    | 56,594 km2 (21,851 sq mi)        |
|         | Map showing Cyprus in Europe             | Xipre*[c] República de Xipre                                    | grec: Κύπρος - Κυπριακή Δημοκρατία (Kýpros - Kypriakí Dimokratí) turc: Kıbrıs - Kıbrıs Cumhuriyeti                                                                             | Nicòsia grec: Λευκωσία (Lefkosia) turc: Lefkoşa                                                         | 1.138.071    | 9,251 km2 (3,572 sq mi)          |
|         | Map showing the Czech Republic in Europe | República Txeca / Txèquia*                                      | txec: Česko - Česká republika | Praga txec: Praha                                                                                       | 10.513.209   | 78,867 km2 (30,451 sq mi)        |
|         | Map showing Denmark in Europe            | Dinamarca*[f] Regne de Dinamarca                                | danès: Danmark - Kongeriget Danmark | Copenhaguen danès: København                                                                            | 5.543.453    | 43,094 km2 (16,639 sq mi)        |
|         | Map showing Estonia in Europe            | Estònia* República d'Estònia                                    | estonià: Eesti - Eesti Vabariik | Tallinn estonià: Tallinn                                                                                | 1.274.709    | 45,228 km2 (17,463 sq mi)        |
|         | Map showing Finland in Europe            | Finlàndia* República de Finlàndia                               | finès: Suomi - Suomen tasavalta suec: Finland - Republiken Finland | Hèlsinki finès: Helsinki suec: Helsingfors                                                              | 5.262.930    | 338,145 km2 (130,559 sq mi)      |
|         | Map showing France in Europe             | França* República Francesa                                      | francès: France - République française | París francès: Paris                                                                                    | 65.630.692   | 643,427 km2 (248,429 sq mi)      |
|         | Map showing Georgia in Europe            | Geòrgia[b]                                                      | georgià: საქართველო (Sak'art'velo) | Tbilisi / T'bilisi georgià: თბილისი (T'bilisi)                                                          | 4.570.934    | 69,700 km2 (26,911 sq mi)        |
|         | Map showing Germany in Europe            | Alemanya* República Federal d'Alemanya                          | alemany: Deutschland - Bundesrepublik Deutschland | Berlín alemany: Berlin                                                                                  | 81.305.856   | 357,022 km2 (137,847 sq mi)      |
|         | Map showing Greece in Europe             | Grècia* República Hel·lènica                                    | grec: Ελλάς - Ελληνική Δημοκρατία (Ellás - Elliniki Dimokratia) | Atenes grec: Αθήνα (Athína)                                                                             | 10.815.197   | 131,957 km2 (50,949 sq mi)       |
|         | Map showing Hungary in Europe            | Hongria*                                                        | hongarès: Magyarország | Budapest hongarès: Budapest                                                                             | 9.958.453    | 93,028 km2 (35,918 sq mi)        |
|         |                                          | Islàndia República d'Islàndia                                   | islandès: Ísland - Lýðveldið Ísland | Reykjavík islandès: Reykjavík                                                                           | 313.183      | 103,000 km2 (39,769 sq mi)       |
|         |                                          | República d'Irlanda[d]                                          | anglès: Ireland irlandès: Éire | Dublín anglès: Dublin irlandès: Baile Átha Cliath                                                       | 4.722.028    | 70,273 km2 (27,133 sq mi)        |
|         |                                          | Itàlia* República Italiana                                      | italià: Italia - Repubblica Italiana | Roma italià: Roma                                                                                       | 61.261.254   | 301,340 km2 (116,348 sq mi)      |
|         | Map showing Kazakhstan in Europe         | Kazakhstan[e] República del Kazakhstan                          | kazakh: Қазақстан - Қазақстан Республикасы (Qazaqstan - Qazaqstan Respūblīkasy) rus: Казахстан - Республика Казахстан (Kazahstan - Respublika Kazahstan)                       | Astana kazakh: Астана rus: Астана (Astana)                                                              | 17.522.010   | 2,724,900 km2 (1,052,090 sq mi)  |
|         |                                          | Letònia* República de Letònia                                   | letó: Latvija - Latvijas Republika | Riga letó: Rīga                                                                                         | 2.191.580    | 64,589 km2 (24,938 sq mi)        |
|         |                                          | Liechtenstein Principat de Liechtenstein                        | alemany: Liechtenstein - Fürstentum Liechtenstein | Vaduz alemany: Vaduz                                                                                    | 36.713       | 160 km2 (62 sq mi)               |
|         |                                          | Lituània* República de Lituània                                 | lituà: Lietuva - Lietuvos Respublika | Vílnius lituà: Vilnius                                                                                  | 3.525.761    | 65,300 km2 (25,212 sq mi)        |
|         |                                          | Luxemburg* Gran Ducat de Luxemburg                              | alemany: Luxemburg - Großherzogtum Luxemburg francès: Luxembourg - Grand-Duché de Luxembourg luxemburguès: Lëtzebuerg                                                          | Ciutat de Luxemburg alemany: Luxemburg francès: Luxembourg luxemburguès: Lëtzebuerg                     | 509.074      | 2,586 km2 (998 sq mi)            |
|         |                                          | Malta* República de Malta                                       | anglès: Malta - Republic of Malta maltès: Malta - Repubblika ta' Malta | La Valletta anglès: Valletta maltès: Valletta                                                           | 409.836      | 316 km2 (122 sq mi)              |
|         |                                          | Moldàvia República de Moldàvia                                  | romanès: Moldova - Republica Moldova | Chișinău romanès: Chișinău                                                                              | 3.656.843    | 33,851 km2 (13,070 sq mi)        |
|         |                                          | Mònaco Principat de Mònaco                                      | francès: Monaco - Principauté de Monaco | Mònaco francès: Monaco                                                                                  | 30.510       | 2 km2 (0.8 sq mi)                |
|         |                                          | Montenegro                                                      | montenegrí: Црна Гора (Crna Gora) | Podgorica montenegrí: Подгорица (Podgorica)                                                             | 657.394      | 13,812 km2 (5,333 sq mi)         |
|         | Map showing the Netherlands in Europe    | Països Baixos*[f][g] Regne dels Països Baixos                   | neerlandès: Nederland - Koninkrijk der Nederlanden | Amsterdam (capital) La Haia (seu del govern) neerlandès: Amsterdam neerlandès: 's-Gravenhage / Den Haag | 16.730.632   | 41,543 km2 (16,040 sq mi)        |
|         |                                          | Macedònia del Nord República de Macedònia del Nord              | Macedònic: Северна Македонија - Република Северна Македонија (Severna Makedonija - Republika Severna Makedonija)                                                               | Skopje Macedònic: Скопје (Skopje)                                                                       | 2.082.370    | 25,713 km2 (9,928 sq mi)         |
|         |                                          | Noruega Regne de Noruega                                        | bokmål: Norge - Kongeriket Norge nynorsk: Noreg - Kongeriket Noreg | Oslo bokmål: Oslo                                                                                       | 5.042.402    | 323,802 km2 (125,021 sq mi)      |
|         |                                          | Polònia* República de Polònia                                   | polonès: Polska - Rzeczpospolita Polska | Varsòvia polonès: Warszawa                                                                              | 38.415.284   | 312,685 km2 (120,728 sq mi)      |
|         |                                          | Portugal* República Portuguesa                                  | portuguès: Portugal - República Portuguesa | Lisboa portuguès: Lisboa                                                                                | 10.781.459   | 92,090 km2 (35,556 sq mi)        |
|         |                                          | Romania*                                                        | romanès: România | Bucarest romanès: București                                                                             | 21.848.504   | 238,391 km2 (92,043 sq mi)       |
|         | Map showing Russia in Europe             | Rússia[e] Federació Russa                                       | rus: Росси́я - Российская Федерация (Rossija - Rossijskaja Federacija) | Moscou rus: Москва (Moskva)                                                                             | 142.517.670  | 17,098,242 km2 (6,601,668 sq mi) |
|         |                                          | San Marino República de San Marino                              | italià: San Marino - Repubblica di San Marino | San Marino italià: San Marino                                                                           | 32.140       | 61 km2 (24 sq mi)                |
|         |                                          | Sèrbia República de Sèrbia                                      | serbi: Србија - Република Србија, Republika Srbija | Belgrad serbi: Београд, Beograd                                                                         | 7.189.604    | 88,361 km2 (34,116 sq mi)        |
|         |                                          | Eslovàquia* República Eslovaca                                  | eslovac: Slovensko - Slovenská republika | Bratislava eslovac: Bratislava                                                                          | 5.483.088    | 49,035 km2 (18,933 sq mi)        |
|         |                                          | Eslovènia* República d'Eslovènia                                | eslovè: Slovenija - Republika Slovenija | Ljubljana eslovè: Ljubljana                                                                             | 1.996.617    | 20,273 km2 (7,827 sq mi)         |
|         |                                          | Espanya* Regne d'Espanya                                        | castellà: España - Reino de España català: Espanya - Regne d'Espanya basc: Espainia - Espainiako Erresuma gallec: España - Reino de España occità: Espanha - Reialme d'Espanha | Madrid castellà: Madrid                                                                                 | 47.042.984   | 505,370 km2 (195,124 sq mi)      |
|         |                                          | Suècia* Regne de Suècia                                         | suec: Sverige - Konungariket Sverige | Estocolm suec: Stockholm                                                                                | 9.514.406    | 450,295 km2 (173,860 sq mi)      |
|         |                                          | Suïssa Confederació Suïssa                                      | alemany: Schweiz - Schweizerische Eidgenossenschaft francès: Suisse - Confédération Suisse italià: Svizzera - Confederazione Svizzera romanx: Svizra - Confederaziun svizra    | Berna / Berne alemany: Bern francès: Berne italià: Berna                                                | 7.925.517    | 41,277 km2 (15,937 sq mi)        |
|         | Map showing Turkey in Europe             | Turquia[e] República de Turquia                                 | turc: Türkiye - Türkiye Cumhuriyeti | Ankara turc: Ankara                                                                                     | 79.749.461   | 783,562 km2 (302,535 sq mi)      |
|         | Map showing Ukraine in Europe            | Ucraïna                                                         | ucraïnès: Украïна (Ukraina) | Kíev ucraïnès: Київ (Kyiv)                                                                              | 44.854.065   | 603,550 km2 (233,032 sq mi)      |
|         |                                          | Regne Unit[h] Regne Unit de la Gran Bretanya i Irlanda del Nord | anglès: United Kingdom - United Kingdom of Great Britain and Northern Ireland                                                                                                  | Londres anglès: London                                                                                  | 63.047.162   | 243,610 km2 (94,058 sq mi)       |
|         |                                          | Ciutat del Vaticà Estat de la Ciutat del Vaticà Santa Seu       | italià: Città del Vaticano - Stato della Città del Vaticano llatí: Sancta Sedes                                                                                                | Ciutat del Vaticà italià: Città del Vaticano                                                            | 836          | 0.44 km2 (0.17 sq mi)            |

### Estats reconeguts parcialment
Els següents sis territoris d'Europa tenen un reconeixement diplomàtic parcial d'un o més estats de l'ONU, o bé no tenen cap reconeixement diplomàtic per part d'un estat membre de l'ONU però es defineixen com a estats per la teoria declarativa de la condició d'estat i són reconeguts per un o més estats no membres de l'ONU. Cap dels següents no són membres de l'ONU, el Consell d'Europa o la UE.
| Bandera | Mapa                                       | Noms comuns i formals en català                | Estatus | Noms comuns i formals en l'idioma local | Capital                                                           | Població[a] | Àrea[a]                  |
| ------- | ------------------------------------------ | ---------------------------------------------- | --- | --- | ----------------------------------------------------------------- | ----------- | ------------------------ |
|         | Map showing Abkhazia in Europe             | Abkhàzia[b] República d'Abkàzia                | Autodeclarada com a república autònoma de Geòrgia. Reconeguda per quatre estats de l'ONU.                                            | abkhaz: Аҧсны (Apsny) rus: Абха́зия (Abhazia) | Sukhumi abkhaz: Аҟəа (Akwa) rus: Сухуми                           | 250.000     | 8,660 km2 (3,344 sq mi)  |
|         |                                            | Kosovo República de Kosovo                     | Reconegut per 107 estats de l'ONU; Sèrbia no reconeix la declaració d'independència de Kosovo i el considera una província autònoma. | albanès: Kosova / Kosovë — Republika e Kosovës serbi: Косово — Република Косово (Kosovo — Republika Kosovo) | Pristina albanès: Prishtina, Prishtinë serbi: Приштина (Priština) | 1.836.529   | 10,887 km2 (4,203 sq mi) |
|         | Map showing Nagorno-Karabakh in Azerbaijan | República d'Artsakh[b]                         | Reclamada com a part de l'Azerbaidjan. Reconeguda per tres estats no membres de l'ONU.                                               | armeni: Լեռնային Ղարաբաղ — Լեռնային Ղարաբաղ Հանրապետություն (Lernayin Gharabaghi — Lernayin Gharabaghi Hanrapetut’yun) | Stepanakert armeni: Ստեփանակերտ (Khankendi)                       | 141.400     | 7,000 km2 (2,703 sq mi)  |
|         | Map showing Northern Cyprus in Europe      | República Turca de Xipre del Nord[c]           | Reclamada com a part de la República de Xipre. Reconeguda per Turquia.                                                               | turc: Kuzey Kıbrıs — Kuzey Kıbrıs Türk Cumhuriyeti | Nicòsia turc: Lefkoşa                                             | 294.906     | 3,355 km2 (1,295 sq mi)  |
|         | Map showing Transnistria in Moldova        | Transnístria República Moldava de Transnístria | Reclamada com a unitat territorial de Moldàvia. Reconeguda per 3 estats no membres de l'ONU.                                         | moldau: Нистрянэ — Република Молдовеняскэ Нистрянэ (Transnistria — Republica Moldovenească Nistreană) rus: Приднестрóвье — Приднестрóвская Молдáвская Респýблика (Pridnestrov'ye — Pridnestrovskaya Moldavskaya Respublika) ucraïnès: Придністров'я — Придністровська Молдавська Республіка (Prydnistrov'ya — Pridnistrovs'ka Moldavs'ka Respublika) | Tiraspol moldau: Тираспол rus: Тирáсполь ucraïnès: Тирасполь      | 530.000     | 3,500 km2 (1,351 sq mi)  |
|         | Map showing South Ossetia in Europe        | Ossètia del Sud[b] República d'Ossètia del Sud | Reclamat com a part de Geòrgia. Reconegut per quatre estats membres de l'ONU                                                         | osseta: Хуссар Ирыстон — Республикæ Хуссар Ирыстон (Khussar Iryston — Respublikæ Khussar Iryston) rus: Южная Осетия — Республика Южная Осетия (Yuzhnaya Osetiya — Respublika Yuzhnaya Osetiya) | Tskhinvali osseta: Цхинвал or Чъреба (Chreba)                     | 70.000      | 3,900 km2 (1,506 sq mi)  |

## Territoris dependents
Les següents entitats europees són territoris dependents.
| * | = Part de la UE, tot i que hi pot haver acords especials |

| Bandera | Mapa                                                   | Noms comuns i formals en català                             | Estatus legal                           | Noms comuns i formals en l'idioma local                                                                                              | Capital                                                                                             | Població | Àrea                  |
| ------- | ------------------------------------------------------ | ----------------------------------------------------------- | --------------------------------------- | --- | --------------------------------------------------------------------------------------------------- | -------- | --------------------- |
|         | Mapa d'Akrotiri i Dekélia in Cyprus                    | Akrotiri i Dekélia [c] Bases Sobiranes d'Akrotiri i Dekélia | Territori britànic d'ultramar           | anglès: Akrotiri and Dhekelia — Sovereign Base Areas of Akrotiri and Dhekelia                                                        | Episkopi Cantonment anglès: Episkopi Cantonment                                                     | 15.700   | 254 km2 (98 sq mi)    |
|         | Map showing the Faroe Islands in Europe                | Illes Fèroe                                                 | País constituent del Regne de Dinamarca | feroès: Føroyar danès: Færøerne | Tórshavn feroès: Tórshavn danès: Thorshavn                                                          | 49.267   | 1,393 km2 (538 sq mi) |
|         | Map showing Gibraltar in Europe                        | Gibraltar*                                                  | Territori britànic d'ultramar           | anglès: Gibraltar | Gibraltar anglès: Gibraltar                                                                         | 28.956   | 6.5 km2 (2.5 sq mi)   |
|         | Map showing Guernsey in relation to the United Kingdom | Guernsey[h] Batllia de Guernsey                             | Dependència de la corona del Regne Unit | anglès: Guernsey — Bailiwick of Guernsey francès: Guernesey — Bailliage de Guernesey dgèrnésiais: Guernesey — Bailliage de Guernesey | Saint Peter Port anglès: Saint Peter Port francès: Saint Pierre Port dgèrnésiais: Saint Pierre Port | 65.068   | 78 km2 (30 sq mi)     |
|         | Map showing the Isle of Man in Europe                  | Illa de Man[h]                                              | Dependència de la corona del Regne Unit | anglès: Isle of Man manx: Mannin — Ellan Vannin                                                                                      | Douglas anglès: Douglas manx: Doolish                                                               | 84.655   | 572 km2 (221 sq mi)   |
|         | Map showing Jersey in Europe                           | Jersey[h] Batllia de Jersey                                 | Dependència de la corona del Regne Unit | anglès: Jersey — Bailiwick of Jersey francès: Jèrri — Bailliage de Jèrri jerseiès: Jèrri — Bailliage de Jèrri                        | Saint Helier anglès: Saint Helier francès: Saint-Hélier jerseiès: Saint Hélyi                       | 94.161   | 116 km2 (45 sq mi)    |

## Àrees especials de sobirania interna
Els següents territoris es consideren parts integrals de l'estat que els controla, però tenen un acord polític, decidit a través d'un pacte internacional.
| * | = Part de la UE, tot i que hi pot haver acords especials |

| Bandera | Mapa                           | Noms comuns i formals en català | Estatus legal                                                      | Noms comuns i formals en l'idioma local | Capital                           | Població | Àrea                      |
| ------- | ------------------------------ | ------------------------------- | ------------------------------------------------------------------ | --------------------------------------- | --------------------------------- | -------- | ------------------------- |
|         | Map showing Åland in Europe    | Illes Åland*                    | Àrea d'autogovern de Finlàndia                                     | suec: Åland — Landskapet Åland          | Mariehamn suec: Mariehamn         | 27.500   | 6,787 km2 (2,620 sq mi)   |
|         | Map showing Svalbard in Europe | Svalbard                        | Territori especial de Noruega, determinat pel Tractat de Svalbard. | Bokmål: Svalbard                        | Longyearbyen bokmål: Longyearbyen | 2.019    | 62,045 km2 (23,956 sq mi) |